# Heinrich von Stühlingen
Heinrich II von Stühlingen (mort le 23 février 1165 à Wurtzbourg) est évêque de Wurtzbourg de 1159 à sa mort.

## Biographie
Heinrich vient d'une famille noble originaire de Stühlingen, dans le pays de Bade. Il est d'abord chanoine de l'archidiocèse de Strasbourg puis consacré évêque le 5 octobre 1159 par l'archevêque de Mayence Arnold von Selenhofen. Alors qu'il doit faire face à des problèmes financiers pour apporter sa port pour le voyage de l'empereur Frédéric Barberousse à Milan, et que les moyens du diocèse sont limités, il se tourne vers le chapitre pour s'en sortir entre la ruine financière et la disgrâce de l'empereur. L'évêque emprunte auprès des Juifs et des abbayes d'Ebrach et de Wechterswinkel. Dans le différend entre l'empereur et le pape Alexandre III, il est du côté de l'empereur. À cause de son implication dans la politique, il doit souvent s'absenter pour aller en Italie et laisse peu de traces à Wurtzbourg. Pendant son épiscopat, comme avant, on trouve des faux documents faisant référence aux empereurs Henri II, Conrad II et Henri III, afin de légitimer l'évêché pour succéder au duché de Franconie orientale.
Sous son épiscopat, le clerc Jean fait son voyage vers Jérusalem.

## Source, notes et références
- (de) Cet article est partiellement ou en totalité issu de l’article de Wikipédia en allemand intitulé « Heinrich II. von Stühlingen » (voir la liste des auteurs).